# Tobruk (Schiff, 1981)
Die Tobruk, auch HMAS Tobruk (II), war ein logistisches Landungsschiff der Königlich Australischen Marine, und das zweite Schiff dieses Namens nach dem gleichnamigen Zerstörer der Battle-Klasse von 1947. Beide Einheiten wurden nach der libyschen Stadt Tobruk benannt, welche durch eine Belagerung im Zweiten Weltkrieg für Australien Bedeutung erlangt hat.

## Allgemeines
Die Tobruk, eine modifizierte Version der britischen Round-Table-Klasse, wurde am 7. Februar 1978 bei der Carrington Slipways Pty Ltd in Tomago, New South Wales auf Kiel gelegt und am 23. April 1981 in Dienst gestellt. Die Außerdienststellung erfolgte am 31. Juli 2015.
Das bei maximaler Verdrängung 5.751 Tonnen schwere, 127 Meter lange und 18 Knoten schnelle Schiff wurde für den Transport von militärischen Gütern und Soldaten im Roll on Roll off-Verfahren eingesetzt.
Es konnte 18 Kampfpanzer und 40 Transportpanzer aufnehmen und besaß zusätzlich zwei Hubschrauberlandeplattformen.
Als Bewaffnung waren sechs 12,7-mm Maschinengewehre und zwei fernbedienbare 12,7-mm Waffenstationen des Typs Mini-Typhoon vorhanden.

## Auszeichnungen
Als Auszeichnungen werden geführt ein Battle Honour für ihren Einsatz in der International Force East Timor während der Krise in Osttimor 1999. Des Weiteren zwei Battle Honour übernommen von ihrem Vorgängerschiff für die Einsätze im Koreakrieg 1951 bis 1953 und auf der Malaiischen Halbinsel im Jahr 1956.